# Dewi Weber
Dewi Weber (1996) is een Nederlandse golfster. Ze is lid van de Noord-Nederlandse Golf & Country Club.
In 2011 won ze het NK strokeplay t/m 15 en haalde ze de finale van het NK Matchplay op Golfclub Lauswolt.

In 2012 won ze de Van Lanschot Ranking op de Heelsumse Golfclub.
Ze werd dat jaar 2e bij het NK strokeplay Dames en 2e bij het NK strokeplay Junioren. In China speelde ze de Annika Invitational Asia op Mission Hills Golf Club (China) waar ze 2e werd en als prijs een uitnodiging kreeg voor de Annika Invitational USA.
In 2013 werd ze wederom 2de bij het NK Strokeplay (dames) op Golfclub Houtrak.  Ook behaalde ze wederom een 2e plaats op het NK strokeplay Junioren. 
Ze won het Nationaal Open Strokeplay op de Rosendaelsche Golfclub.  Het NK Matchplay Junioren dat gehouden werd op golfclub Amelisweerd schreef ze in 2013 ook op haar naam.

In 2014 speelde ze het Deloitte Ladies Open (Ladies Dutch Open), een toernooi voor professionals en onderdeel van de LET (Ladies European Tour). Op dit toernooi dat gespeeld werd op The International won ze de prijs voor beste amateur en werd ze 25e.

Ze won in 2014 met een totaalscore onder par (-1) het Dutch Open Amateur Championship ( Brabants Open ) waardoor ze in de top-200 van de wereldranglijst (WAGR) kwam. Als winnaar verkreeg ze een startbewijs voor het Ladies Dutch Open, dat in 2015 weer op The International wordt gespeeld.

Dewi nam in 2014 voor het eerst deel aan het gerenommeerde  Ladies British Open Amateur (Brits Dames Amateur Kampioenschap) dat gespeeld werd op de Royal St George's Golf Club. Ze won op dit toernooi de Angus Trophy voor de laagste 18 holes score van de kwalificatierondes met een score van 69(-5). Ook maakte Dewi in 2014 samen met Anne van Dam en Romy Meekers deel uit van het Nederlands damesteam dat het WK (Espirito Santo Trophy) speelde in Japan.
Dewi is het seizoen 2015 goed begonnen. Onder lastige omstandigheden, 3 à 4 clubs harde wind, won ze in februari de prestigieuze Copa Sotogrande op La Reserva. Het is haar eerste Europese toernooizege als amateur. Het toernooi is in het verleden gewonnen door sterke Nederlandse en buitenlandse spelers, zoals o.a. Joost Luiten en Rory McIlroy. Mede door het winnen van de Copa Sotogrande drong Dewi door tot de top 100 van de wereldranglijst voor amateurs (WAGR). In juni won ze, amper een week na de laatste dag van haar eindexamen gymnasium, het Nationaal Kampioenschap Strokeplay voor Dames op de De Hoge Kleij. Later in juli haalde Dewi op het Internationaal Europees Amateur Kampioenschap de top 10, ze eindigde op de 7e plaats.
Half augustus is Dewi verhuisd naar Miami om te studeren aan de University of Miami. Ze speelt daar college golf in het womens golfteam van de Miami Hurricanes.
Dewi Weber is sinds 2014 lid van Oranje Dames, ze maakte in 2012 en 2013 deel uit van Jong Oranje en werd in seizoen 2010/2011 voor het eerst opgenomen in de B-selectie van de NGF.

## Gewonnen
- 2011: Nationaal Open Strokeplay U15
- 2012: Finale Van Lanschot Ranking (meisjes)
- 2013: Nationaal Open Strokeplay 2013
- 2013: NK matchplay Junioren
- 2014: Dutch Open Amateur Championship ( Brabants Open )
- 2015: Copa Sotogrande
- 2015: Nationaal Kampioenschap Strokeplay Dames

## Deelname Teams
- European Girls Amateur Team Championship: 2012
- European Ladies Amateur Team Championship: ELTK: 2013 (met Myrte Eikenaar)
- European Ladies Amateur Team Championship: 2014
- World Amateur Team Championship (Espirito Santo Trophy): 2014
- European Ladies Amateur Team Championship: 2015

## Deelname Individueel Europees
- European Young Masters: 2011
- European Young Masters: 2012
- International European Ladies Amateur Championship: 2013
- International European Ladies Amateur Championship: 2014
- International European Ladies Amateur Championship: 2015